# Ptychochromoides vondrozo
Ptychochromoides vondrozo és una espècie de peix de la família dels cíclids i de l'ordre dels perciformes.

## Morfologia
- Els mascles poden assolir 20,4 cm de longitud total.
- Nombre de vèrtebres: 29-31.[4]

## Hàbitat
És una espècie de clima tropical.

## Distribució geogràfica
Es troba a Àfrica: sud-est de Madagascar.